# Beware
Beware è un EP dei Misfits. Nonostante fosse intenzione originaria di pubblicarlo per il tour in Gran Bretagna del 1979, è stato pubblicato due anni dopo, con la sostituzione di una delle nuove canzoni.
Questo EP di 12 pollici è stato co-prodotto nel Regno Unito nel gennaio 1980 dalla Armageddon/Spartan Records e dalla Plan 9 Records di Glenn Danzig con il numero PLP9. Oltre alle 3000 copie stampate inizialmente, un numero limitato fu venduto negli Stati Uniti attraverso il Misfits Fiend Club, che includevano una foto 8"x10" della copertina dell'album.
Le prime quattro canzoni sono le stesse usate nell'album Bullet, ma con le tracce ad ordine inverso. L'altro lato consiste essenzialmente nell'EP Horror Business. La canzone Children In Heat è stata poi sostituita dall'inedita Last Caress.
L'intero EP è registrato presso la C.I. Recording a New York, in due diverse sessioni, distanziate di un anno. Bullet è stato registrato nel gennaio 1978, Horror Business l'anno successivo. Anche Last Caress è stata registrata nella prima sessione, ri-arrangiata, con l'aggiunta dell'effetto reverb alla voce originaria, nel settembre 1979 da Glenn Danzig e Bobby Steele. È anche l'unica canzone ri-arrangiata in quella sessione ad essere poi stata pubblicata.

## Tracce

### Lato A
1. We Are 138 (Danzig) – 1:40
2. Bullet (Danzig) – 1:37
3. Hollywood Babylon (Danzig) – 2:17
4. Attitude (Danzig) – 1:28

### Lato B
1. Horror Business (Danzig) – 2:42
2. Teenagers From Mars (Danzig) – 2:41
3. Last Caress (Danzig) – 1:55

## Componenti
- Glenn Danzig – voce, chitarra
- Jerry Only – basso, voce secondaria
- Franché Coma – chitarra, voce secondaria (solo nella sessione del 1978)
- Mr. Jim – batteria (solo nella sessione del 1978)
- Bobby Steele – chitarra, voce secondaria (solo nella sessione del 1979)
- Joey Image – batteria (solo nella sessione del 1979)
- Dave Achelis – audio engineer